# Ardashir II
Ardashir II var en persisk kung av den sassanidiska ätten. Han regerade mellan 379 och 383.